# Nobody Told Me
Nobody Told Me är en låt skriven och framförd av John Lennon från hans och Yoko Onos album Milk and Honey från 1984. Låten skrevs ursprungligen 1980 för Ringo Starr till dennes album Stop and Smell the Roses, men Lennons död ändrade förloppet.